# Lex Saxonum
De Lex Saxonum is een optekening van het meest belangrijke gewoonterecht en de rechtspraak van de Saksen uit het einde van de achtste eeuw, een codificatie, vermengd met wetgeving die Karel de Grote voor de Saksen voorzag. Deze Germaanse stam leefde in het noorden van Europa tijdens de middeleeuwen. Meer specifiek in het huidige Duitsland en in het oosten van het huidige Nederland.

## Ontstaansgeschiedenis
Het wetboek van de Saksen werd opgemaakt onder Karel de Grote, de Frankische koning tussen 768 en 814. Het was bedoeld om de wetgeving van Karel de grote voor Saksen, de Capitulatio de partibus Saxoniae, Capitulare Saxonicum aan te vullen, respectievelijk te vervangen. Het correcte jaartal waarin de tekst werd opgemaakt is omstreeks het jaar 803. Dit weet men doordat er bepalingen en regels in genoteerd staan die ook voorkomen in de Capitulare legi Ribuariae additum, die dateert uit hetzelfde jaar.
Karel de Grote liet de Lex Saxonum samenstellen nadat hij de Saksen had onderworpen. Het vastleggen en uniformeren van geldend recht was een zet van Karel de Grote om de Saksische stammen onder de duim te houden en hen te binden aan het Frankische rijk. De Lex Saxonum kan dus in dit opzicht gezien worden als een versmelting van het Frankische recht met de gewoontes en gebruiken van de Saksen.

## Wettekst
De wettekst bestaat uit twee manuscripten en twee oude uitgaven van respectievelijk B.J. Herold en du Tillet. Dit betekent dat de wettekst in twee handschriften bestaat. We vinden de teksten ook terug in de Monumenta Germaniae Historica van Karel von Richthofen. Deze Monumenta Germaniae Historica is een organisatie die onderzoek doet naar de geschiedenis van Duitsland. Deze organisatie heeft al enkele tekstkritische edities van middeleeuwse bronnen uitgegeven, onder meer ook over de Lex Saxonum.
De wettekst bestaat uit verschillende ongeschreven rechtsregels die bij de Saksen golden. Dit soort regels kennen we onder de term ‘gewoonterecht’. Het zou duidelijk te merken zijn in de teksten dat in die tijd een sterk mannenvoorrecht gold. Dit blijkt uit het volgende citaat: ‘Pater aut mater defuncti filio non filiae hereditatem relinquent.’ ("De vader of moeder van de overledene zal de dochter van de zoon niet erven.") Er blijkt ook uit, dat de mannen van alle standen deel konden nemen aan het politieke leven. Wat betreft het huwelijksrecht bestond er een sterke scheiding tussen de standen, het was streng verboden buiten de eigen stand te trouwen, er stond een hoge (geld-)straf op.
De Lex Saxonum bestaat allereerst uit een deel Oudsaksisch recht, daarna uit enkele wetten die dateren van het jaar 780 en als laatste de laatst toegevoegde wetten. Binnen deze laatste groep wetten wordt een onderscheid gemaakt tussen het Saksisch recht dat bestemd is voor Oostfalen, Westfalen en de Engeren of de Angrivariërs.
Het was waarschijnlijk het recht voor de Westfalen dat het meest invloed gehad heeft in de regio van de Lage Landen. Deze Westfalen waren namelijk de meest westelijke Saksen en daarom deels aanwezig in of meest naburig ten opzichte van de Lage Landen. Er kunnen belangrijke verschillen zijn tussen het recht in Oost- en Westfalen. Bijvoorbeeld in het huwelijksvermogensrecht: in Westfalen delen man en vrouw alles wat ze staande huwelijk verworven hebben in gelijke delen, in Oostfalen en bij de Angrivariërs krijgt de vrouw daarvan niets.
De wetten worden voorafgegaan door twee hoofdstukken van Karel de Grote die bedoeld zijn voor de Saksen. Deze worden de Capitulatio de partibus Saxoniae en de Capitulare Saxonicum genoemd. Het eerste hoofdstuk dateert uit het jaar 782 en is gekenmerkt door zijn strenge karakter. Hierin wordt gesteld dat elke zonde of overtreding tegenover de leer van de Rooms Katholieke kerk bestraft moet worden met de dood van de zondaar. Het tweede hoofdstuk dateert van 28 oktober 797. Hierin treedt Karel de Grote niet zo hard op als wetgever. Zonden en criminele feiten werden volgens deze wettekst minder streng bestraft dan in de vorige maar hielden uiteindelijk toch vaak de dood in als gevolg.